# Jean Munsters
Jean Munsters (Obbicht, 16 maart 1933 – Susteren, 24 mei 2001) was een voormalig Nederlands voetballer en trainer. De middenvelder speelde twaalf seizoenen voor Fortuna '54.

## Late doorbraak
Jean Munsters speelde als aanvaller bij derdeklasser Obbicht toen hij zich in 1955 als amateur meldde bij Fortuna '54. Hij was 22 jaar en voetbalde al zijn hele leven bij de club uit zijn geboortedorp.
In zijn eerste seizoen bij Fortuna'54 speelde hij zijn wedstrijden in het tweede elftal. Als voetballer uit de streek moest hij een plekje zien te veroveren in het Geleense 'sterrenelftal' met zijn vele internationals. Fortuna'54 behoorde in die jaren tot de nationale voetbaltop.

## Debuut
Toch zag trainer Friedrich Donenfeld wel iets in de voetballer uit Obbicht. Bij de start van de pas ingevoerde Eredivisie op 2 september 1956 stond hij in de basis in de thuiswedstrijd tegen Eindhoven. Samen met buurtgenoot Jan Notermans uit Sittard bezette hij het middenveld. Fortuna'54 won de ouverture met 4-1 en Munsters kende een persoonlijk succesje door te scoren bij zijn debuut. 
De Geleense club eindigde als tweede in de Eredivisie en hij speelde bijna de helft (15 van de 34) van de wedstrijden. Het hoogtepunt was de bekerfinale op 16 juni 1957 in De Kuip.. Met Munsters in het elftal klopte Fortuna'54 Feijenoord in eigen huis met 4-2.

## Erkenning
De Obbichtenaar groeide in zijn rol als dienende speler. Hij werd vaak een zwoeger of waterdrager genoemd. In zijn tweede jaar, het seizoen 1957/58, kreeg hij een basisplaats en hij werd opgeroepen voor Nederland-B. Hij speelde na zijn debuut op 12 april 1958 tegen België (3-4 verlies) nog drie B-interlands. 
In 1964 bereikte Fortuna'54 opnieuw de bekerfinale. 
ADO was op 14 mei 1964 de tegenstander in het Philips Stadion in Eindhoven. Van het elftal dat in 1957 de beker won, waren alleen Cor van der Hart en Jean Munsters nog over. De eindstrijd tegen ADO eindigde doelpuntloos (0-0). De penaltyreeks won Fortuna'54 met 4-3. Munsters was een van de vier spelers die de strafschop benutte. 

## Neergang

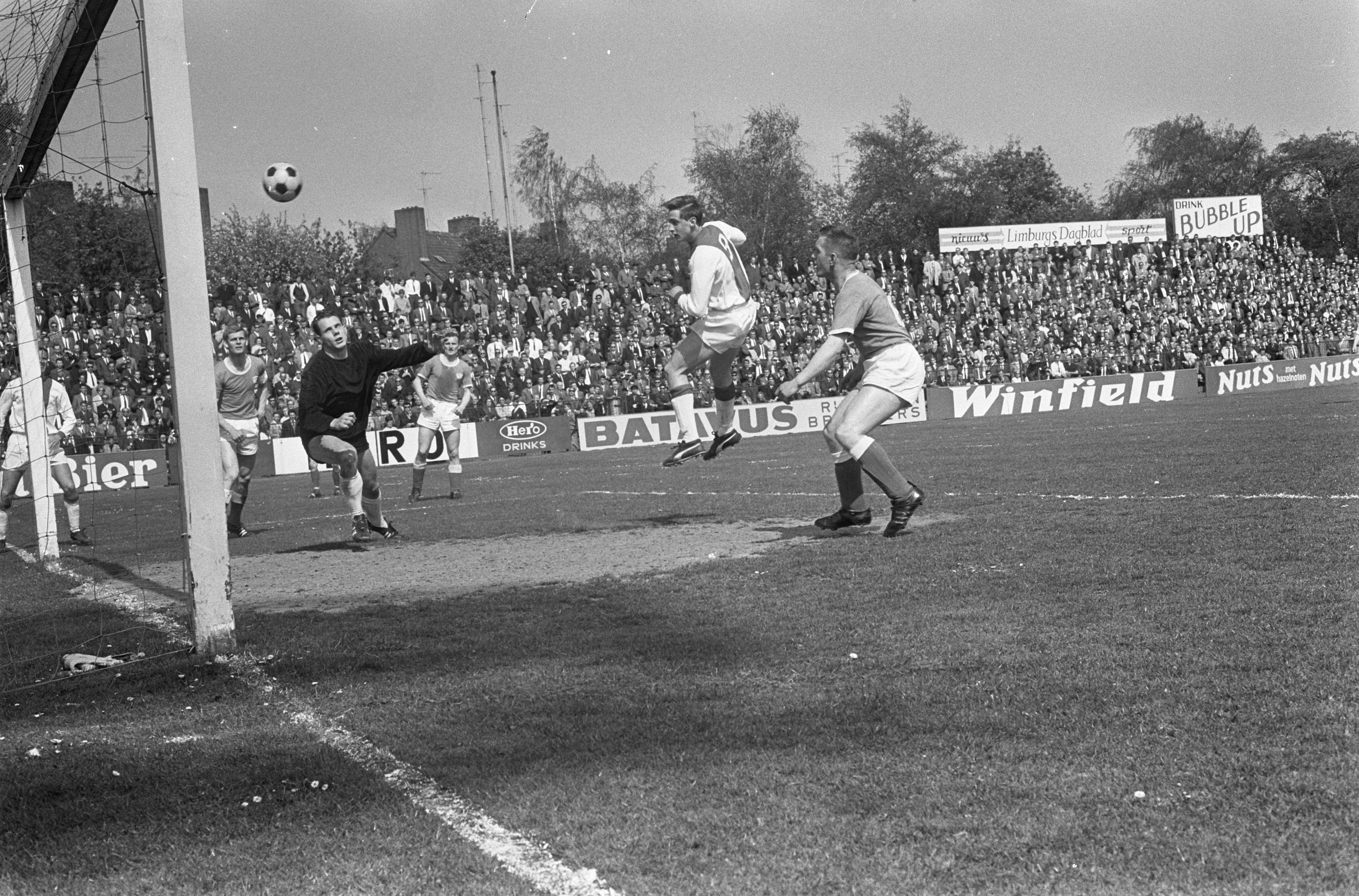
Munsters (rechts) kan niet voorkomen dat Cruijff scoort tegen Fortuna (1967)

In de tweede helft van de jaren zestig kon Fortuna'54 zich niet meer handhaven in de top. Het elftal kende veel ervaren internationals die stopten of vertrokken. De Geleense club gleed af naar de onderste regionen en raakte in het seizoen 1967/68 in degradatiegevaar.
Nadat trainer Wim Latten in december 1967 plotseling vertrok, haalde Fortuna'54 voormalig speler en trainer Bram Appel terug. Jean Munsters, een van de oudste spelers van de Eredivisie, werd in maart 1968 door Appel teruggezet naar het tweede elftal.
De keuze van Bram Appel om het elftal te verjongen, leidde tot veel weerstand. In april greep het bestuur in en schoof de trainer aan de kant. Munsters en ook de andere verbannen spelers keerden terug.
Fortuna'54 moest op 1 juni 1968 een degradatiewedstrijd spelen tegen DOS in het Philips Stadion. Na een 3-3 stand won DOS in de verlenging met 4-3 door een doelpunt van Henk Wery.

## Afscheid
Het zou de allerlaatste wedstrijd van Fortuna'54 zijn. De club fuseerde even later met Sittardia. 
Het elftal dat op 19 mei 1968 de laatste thuiswedstrijd speelde tegen Ajax (1-4 verlies) staat vermeld op het monument van Fortuna'54 in Geleen. Op de plek waar voorheen het Mauritsstadion (1947-1981) stond.
Jean Munsters komt drie keer voor op het monument  want ook de twee teams die de bekerfinales speelden, kregen een vermelding op de plaquette.
Hij maakte de overgang naar fusieclub Fortuna SC niet mee. Hij voetbalde nog een jaar in België bij KSC Hasselt..
Zijn profcarrière liep synchroon met het bestaan van Fortuna'54. Munsters is de enige speler die er in alle twaalf Eredivisieseizoenen bij was.  
Van het debuut op 2 september 1956 tot de degradatiewedstrijd op 1 juni 1968.
Na zijn actieve loopbaan werd hij trainer in het Limburgse amateurvoetbal.

## Privé
Jean Munsters trad op 28 augustus 1962 in het huwelijk met Agnes Janssen. Ze kregen een dochter: Petra. Hij was van beroep automonteur. Hij overleed op 68-jarige leeftijd in 2001 in Susteren.

## Carrièrestatistieken
| Seizoen | Club        | Land      | Competitie | Competitie | Competitie | Beker | Beker | Internationaal | Internationaal | Overig | Overig | Totaal | Totaal |
| Seizoen | Club        | Land      | Competitie | Wed.       | Dlp.       | Wed.  | Dlp.  | Wed.           | Dlp.           | Wed.   | Dlp.   | Wed.   | Dlp.   |
| ------- | ----------- | --------- | ---------- | ---------- | ---------- | ----- | ----- | -------------- | -------------- | ------ | ------ | ------ | ------ |
| 1956/57 | Fortuna '54 | Nederland | Eredivisie | 15         | 5          | –     | 0     | 0              | 0              | 0      | 0      | 15     | 5      |
| 1957/58 | Fortuna’54  | Nederland | Eredivisie | 33         | 1          | –     | 0     | 0              | 0              | 0      | 0      | 33     | 1      |
| 1958/59 | Fortuna'54  | Nederland | Eredivisie | 33         | 1          | –     | 0     | 0              | 0              | 0      | 0      | 33     | 1      |
| 1959/60 | Fortuna’54  | Nederland | Eredivisie | 34         | 0          | 0     | 0     | 0              | 0              | 0      | 0      | 34     | 0      |
| 1960/61 | Fortuna’54  | Nederland | Eredivisie | 34         | 5          | –     | 0     | 0              | 0              | 0      | 0      | 34     | 5      |
| 1961/62 | Fortuna’54  | Nederland | Eredivisie | 30         | 6          | –     | 0     | 0              | 0              | 0      | 0      | 30     | 6      |
| 1962/63 | Fortuna’54  | Nederland | Eredivisie | 30         | 3          | –     | 0     | 0              | 0              | 0      | 0      | 30     | 3      |
| 1963/64 | Fortuna’54  | Nederland | Eredivisie | 30         | 0          | –     | 0     | 6              | 0              | 0      | 0      | 30     | 0      |
| 1964/65 | Fortuna’54  | Nederland | Eredivisie | 22         | 0          | –     | 0     | 0              | 0              | 0      | 0      | 22     | 0      |
| 1965/66 | Fortuna’54  | Nederland | Eredivisie | 18         | 0          | –     | 0     | 0              | 0              | 0      | 0      | 18     | 0      |
| 1966/67 | Fortuna’54  | Nederland | Eredivisie | 20         | 0          | –     | 0     | 0              | 0              | 0      | 0      | 20     | 0      |
| 1967/68 | Fortuna’54  | Nederland | Eredivisie | 27         | 1          | –     | 0     | 0              | 0              | 0      | 0      | 27     | 1      |
| Totaal  | Totaal      | Totaal    | Totaal     | 326        | 22         | –     | 0     | 0              | 0              | 0      | 0      | 326    | 22     |